# (24648) Evpatoria
(24648) Evpatoria – planetoida z pasa głównego asteroid okrążająca Słońce w ciągu 4 lat i 321 dni w średniej odległości 2,88 j.a. Została odkryta 19 września 1985 roku w Krymskim Obserwatorium Astrofizycznym w Naucznym na Półwyspie Krymskim przez Nikołaja Czernycha i Ludmiłę Czernych. Nazwa planetoidy pochodzi od Eupatorii, jednego z najstarszych miast na Krymie. Została nadana w 2003 roku z okazji obchodów 2500. rocznicy założenia miasta. Przed nadaniem nazwy planetoida nosiła oznaczenie tymczasowe (24648) 1985 SG2.